# Küsnachter Überschwemmung 1878

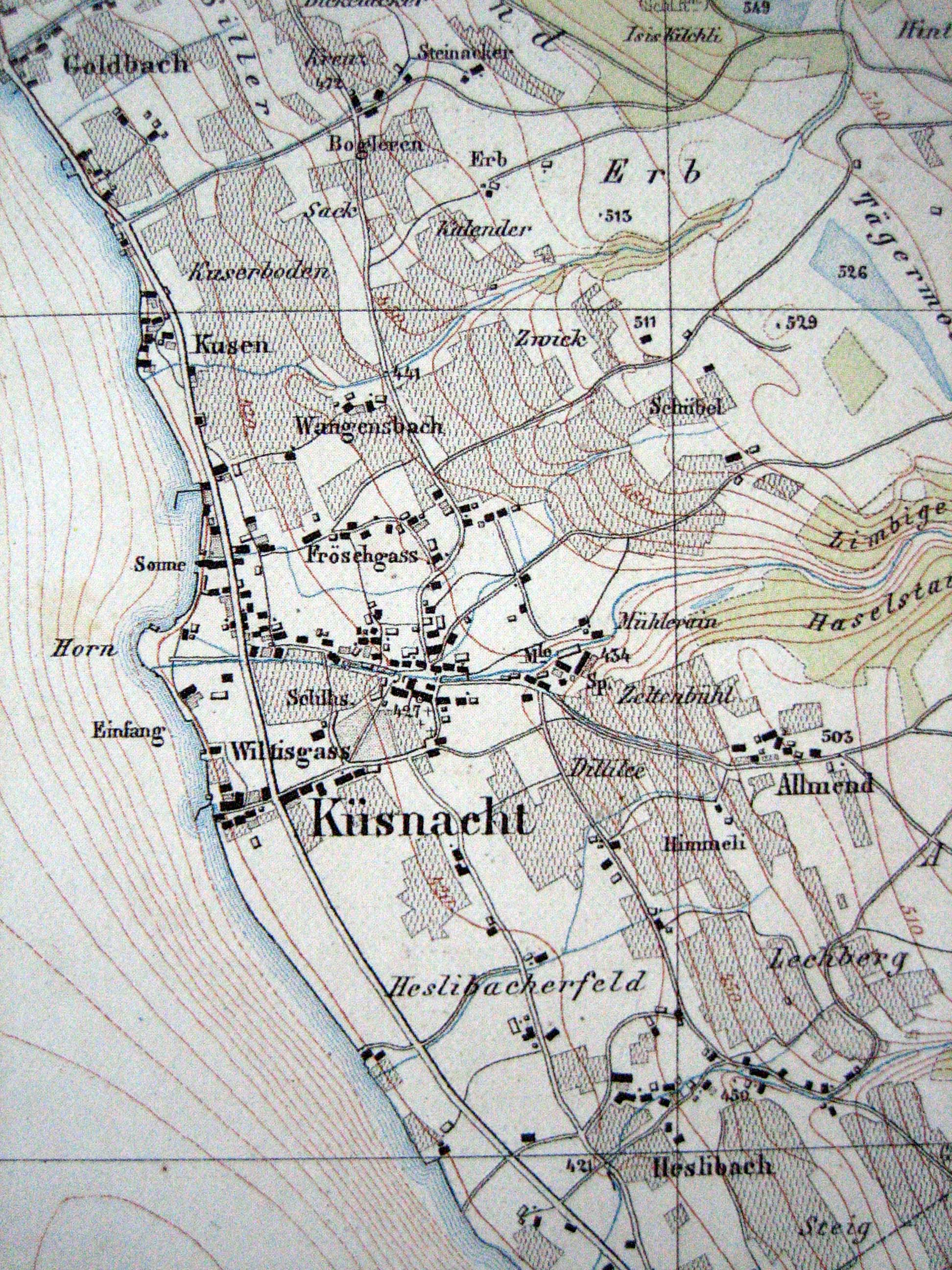
Küsnacht 1848 auf der Karte von Johannes Wild

Die Überschwemmung des Dorfbachs von Küsnacht im schweizerischen Kanton Zürich am 3. und 4. Juni 1878 ereignete sich fast genau 100 Jahre nach der Überschwemmung von Juli 1778.

## Vor der Flut
Bereits am 2. Juni 1878 gingen über dem weiten Gebieten des Kantons heftige Regenfälle nieder. Das «Wochenblatt des Bezirkes Meilen» vom 5. und 8. Juni 1878 schreibt von „Niederschlägen, wie sie hier kaum je erlebt wurden“. Berichtet wird von weggeschwemmten Brücken und zahlreichen Verkehrsunterbrüchen; Sturmglocken und „Nothschüsse“ ertönten in manchen Seegemeinden beider Ufer.

## Die Überschwemmung
Am Montag, dem  3. Juni wurden mittags um 12 Uhr die Sturmglocken geläutet: Aus dem Küsnachter Tobel wälzten sich Wassermassen mit Geröll, Felsblöcken und Baumstämmen in das schmale Bachbett des Küsnachter Dorfbaches, der in gerader Linie zum Zürichsee führte. Anfänglich gelang es, das Hochwasser in Schranken zu halten. Dann jedoch verfing sich ein mitgerissener Holzsteg an der viel zu tief liegenden Brücke an der Seestrasse beim Hotel «Sonne». Das Wasser staute sich und bildete eine bremsende Wasserwalze; Schlamm und Geröll füllten das Bachbett sofort auf. Der Bach brach nach links und rechts aus und verwüstete Häuser, Gärten und Rebgelände. «Bald waren die nahliegenden Keller und Niederungen mit Wasser und Schlamm angefüllt, das auf beiden Seiten des Baches liegende Rebgelände wurde mit Schutt und Steinen derartig mehrere Fuss hoch überführt, dass sich kaum noch entdecken lässt, was früher vorhanden war.»
Südlich des Baches entstand zwischen dem Seminar und der Seestrasse eine riesige Schuttfläche. Im Norden setzte der Bach Gärten und Häuser entlang der Seestrasse und des Unterdorfes unter Wasser, bevor er sich beim Hotel «Sonne» in den See ergoss. Die Seestrasse sei „mannstief durchfressen“ gewesen, und die Reben hätten nur noch mit den Spitzen aus dem Schutt emporgeragt.
Während der ganzen Nacht und am darauf folgenden Dienstag standen einige hundert Männer im Einsatz. Sie bemühten sich, die Fluten nach Süden abzudrängen, um die Gebäude des Unterdorfes nach Möglichkeit zu schützen. Am Dienstagabend jedoch schwollen nach erneuten heftigen Regenfällen die Wassermassen erneut meterhoch an, durchbrachen alle Hindernisse, die ihnen in den Weg gelegt worden waren und verwüsteten ein zweites Mal Gärten und Strassen; zahlreiche Bewohner verliessen ihre vom Zusammenbruch bedrohten Häuser. An der Unteren Dorfstrasse 2 erinnert die Hochwasserlinie an die Überschwemmung. Auch der Kusen- und der Heslibach waren durch zahlreiche Erdrutsche beschädigt und angefüllt mit Schlamm, Holz und Geröll.

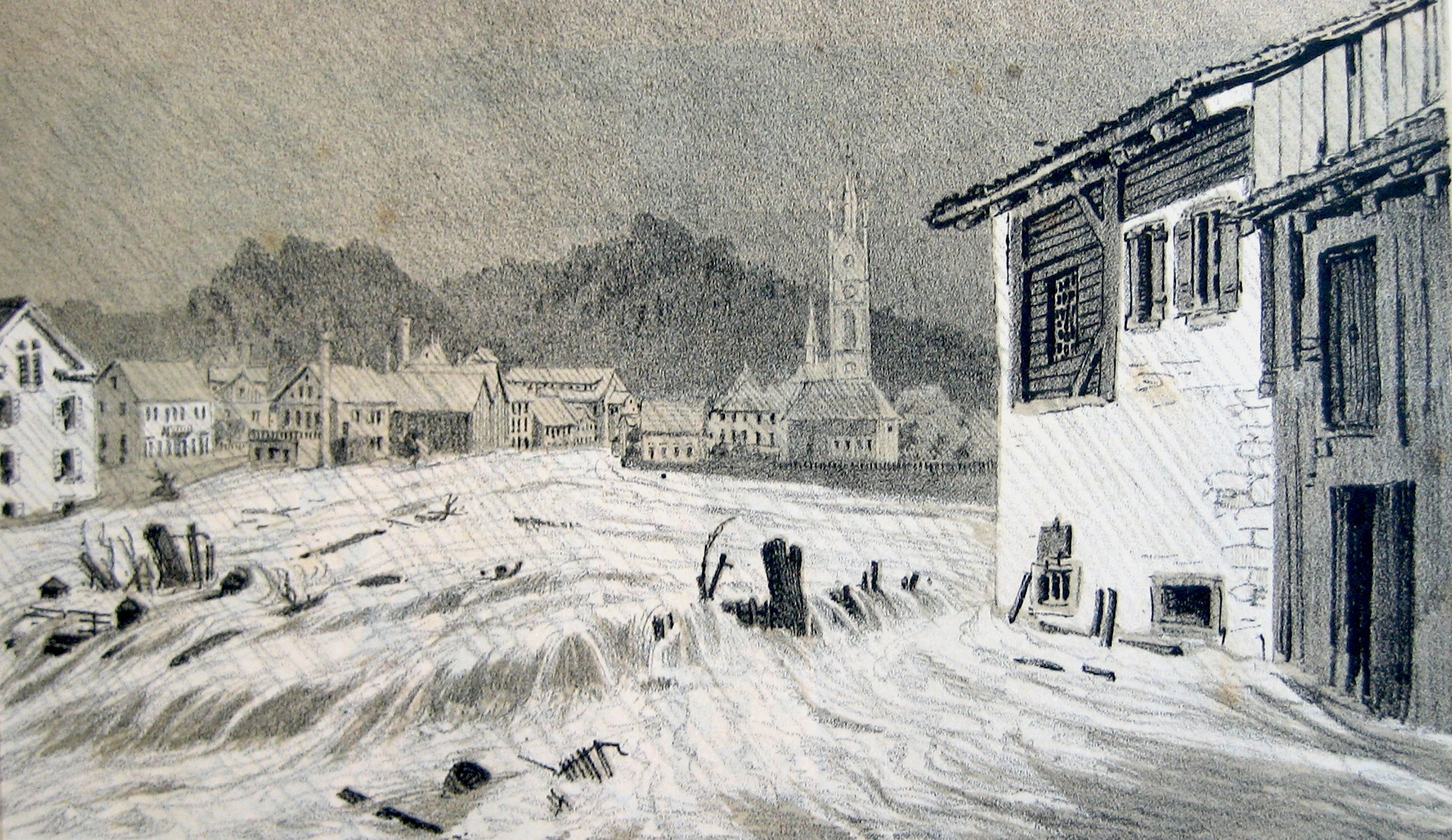
Der Dorfbach als reißender Strom, in der Mitte die Gebäude des Seminars
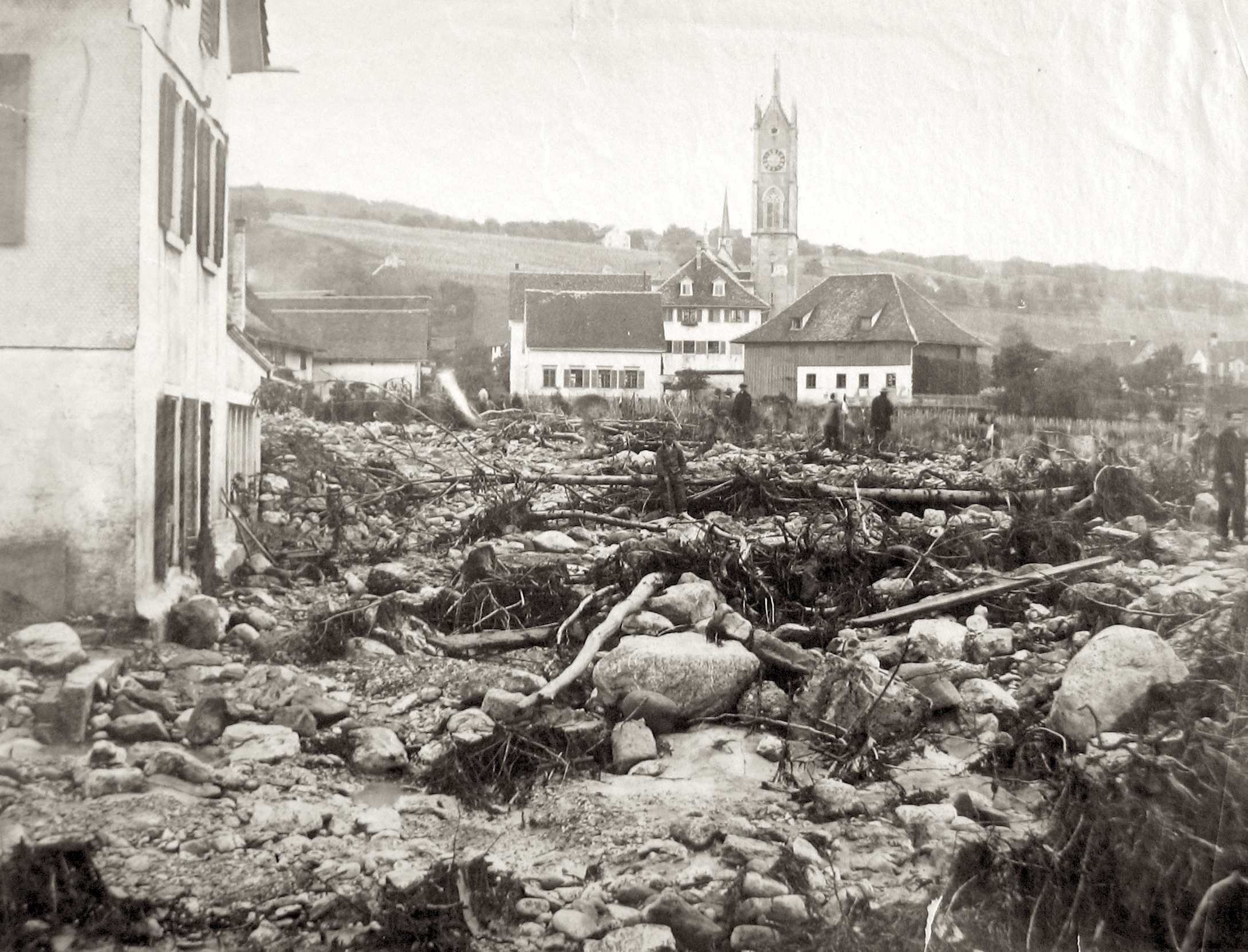
Blick zum Seminargelände
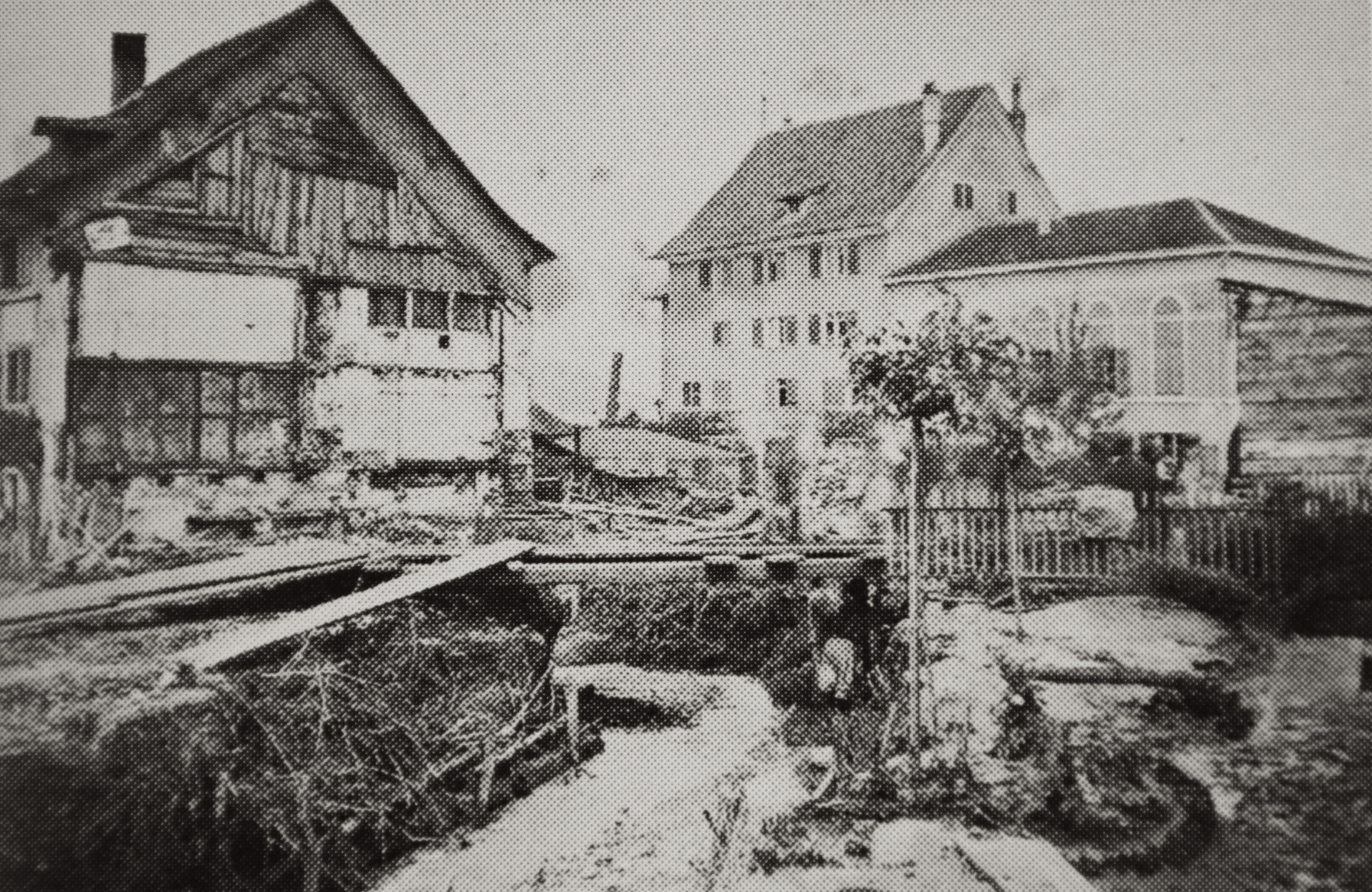
Zerstörungen vor der Seestrasse. Rechts das Hotel «Sonne»

## Nach dem Unwetter

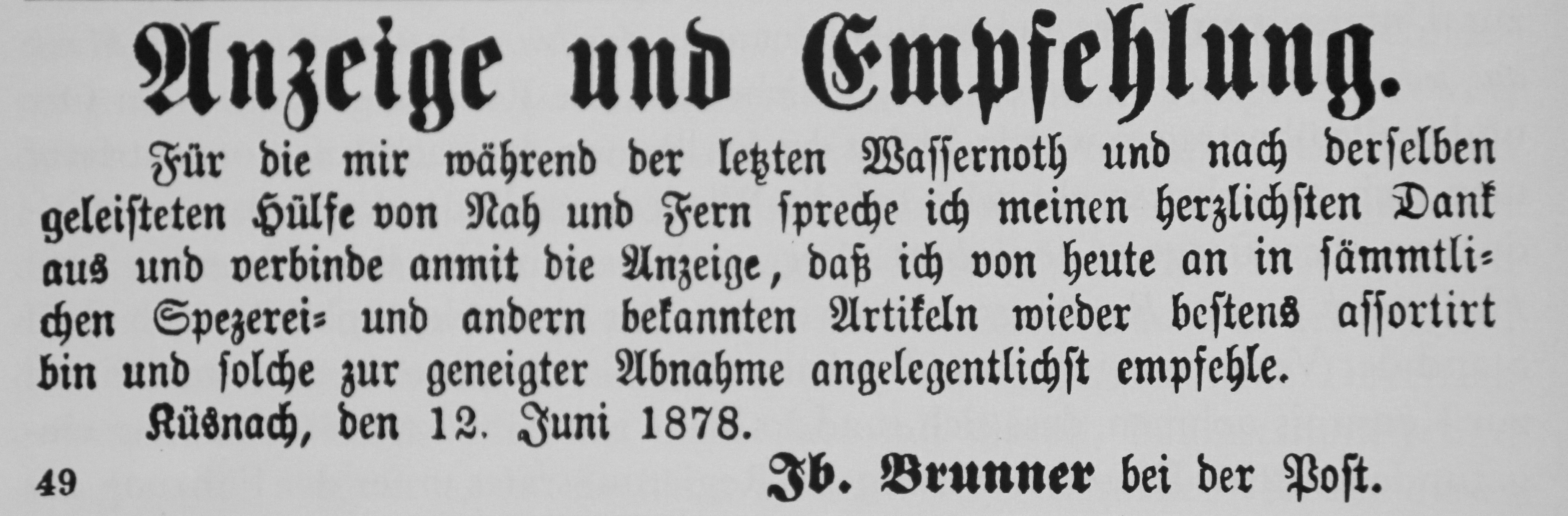
Inserat aus dem «Anzeiger des Berzikes Meilen» vom 19. Juni 1878

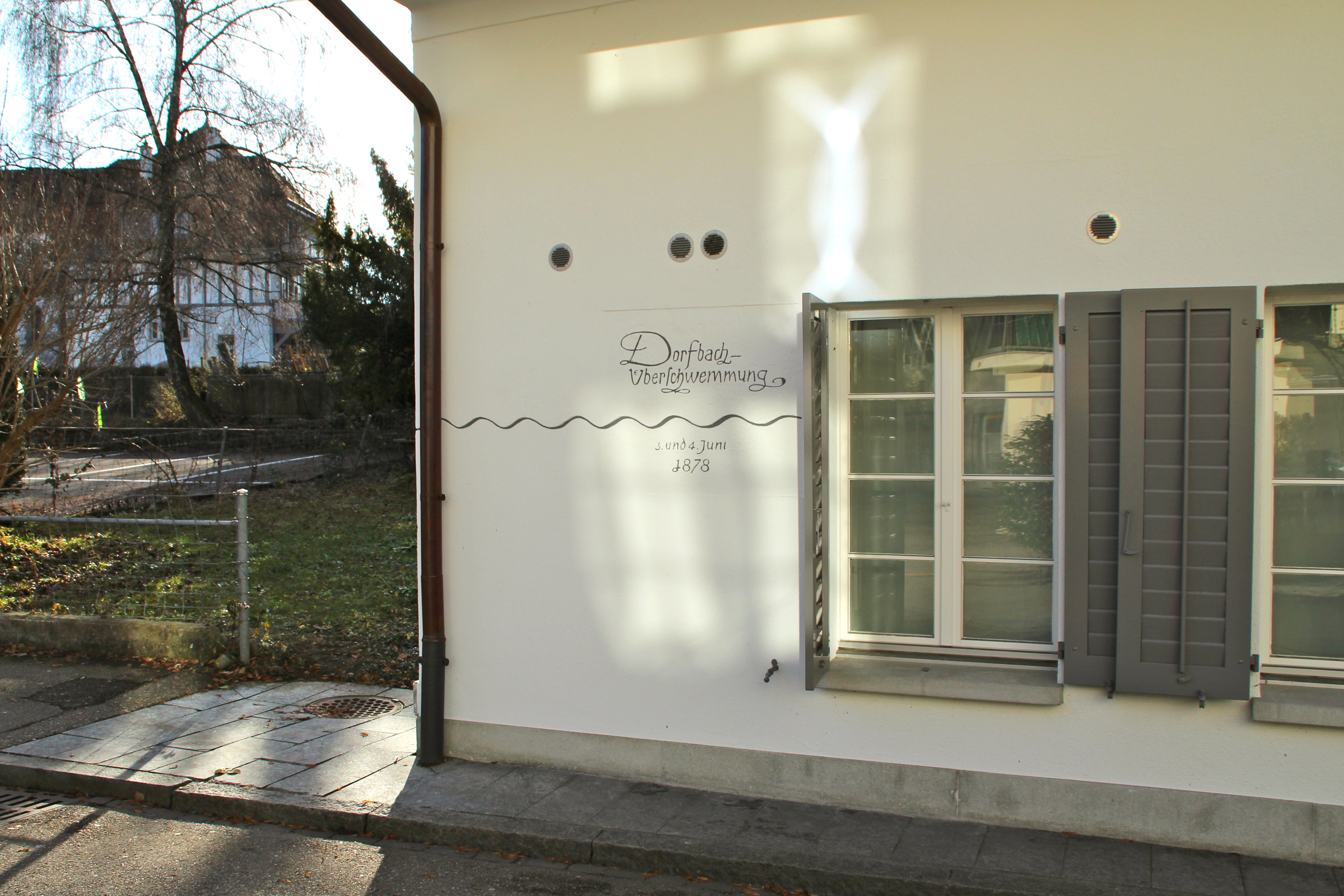
Hochwasseraanzeige

Im Gegensatz zum Ereignis von 1778 Jahren wurde die Bevölkerung diesmal nicht von der Flut überrascht. Es gab nur ein Todesopfer zu beklagen: Der Taglöhner Felix Furrer wurde von den Fluten mitgerissen und ertrank. Zudem waren die Häuser standfester als 1778. Sie erlitten zwar beträchtliche Wasserschäden, stürzten aber nicht ein.
Am Wiederaufbau beteiligten sich rund 300 Helfer aus den umliegenden Gemeinden, auch Thalwil auf der anderen Seeseite und die Stadt Zürich schickten Männer. Die Aufräumarbeiten schritten rasch voran und bereits Mitte Juni waren die meisten Strassen wieder für Fuhrwerke befahrbar. Den Schaden an Land, Gebäuden, Wagen, Vorräten, Strassen und Brücken bezifferte der Gemeinderat Küsnacht auf 269'440 Franken. Eine ausserordentliche Gemeindeversammlung ermächtigte den Gemeinderat am 7. Juni, dafür bei zwei Banken ein Darlehen aufzunehmen.

## Bauliche Massnahmen

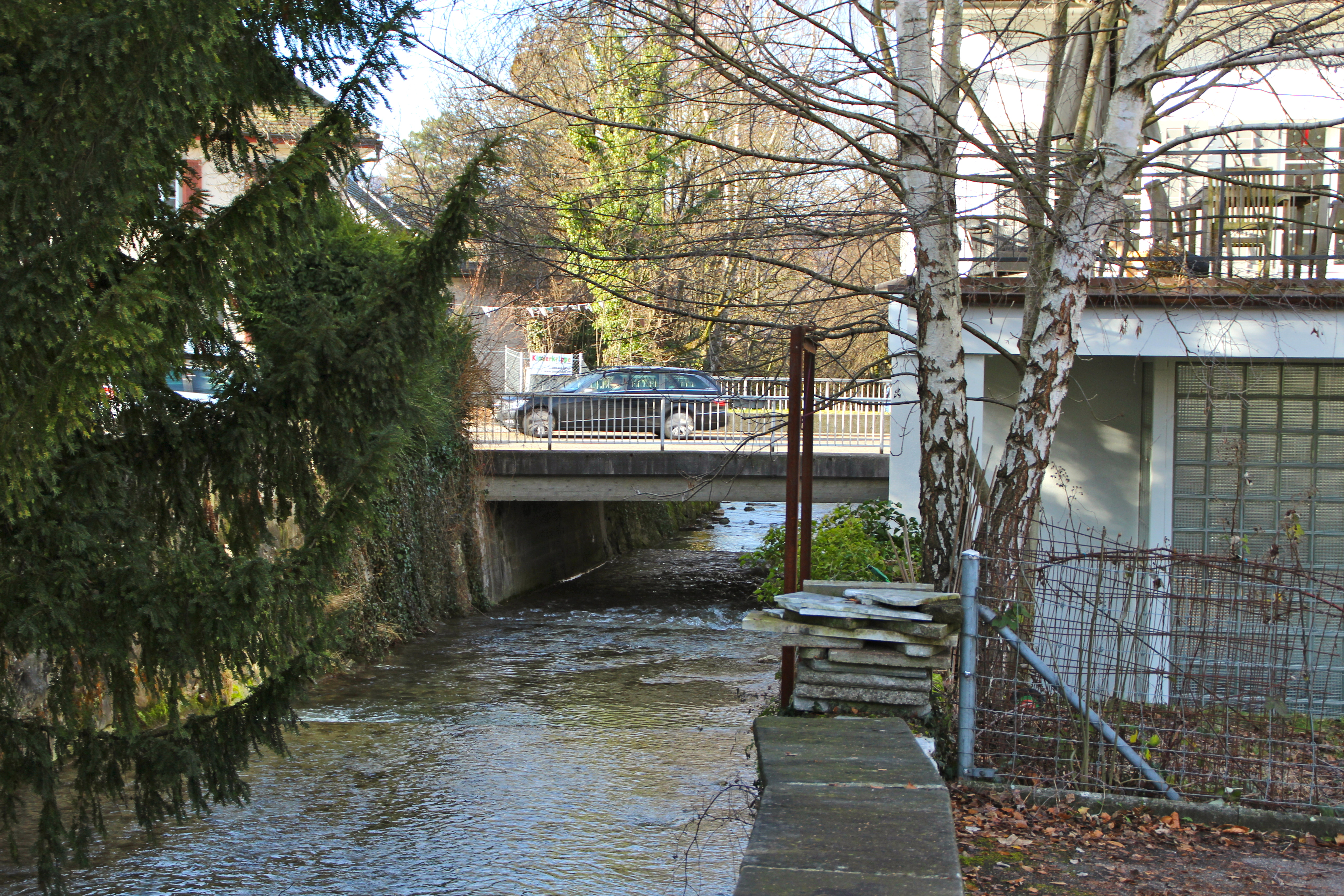
Brücke der Seestrasse über den Dorfbach

Nach dem Unglück wurden einige Strassenzüge saniert, die zerstörte Schiedhaldenstrasse musste völlig neu erstellt werden. Nach einem weiteren Hochwasser am 25. September 1878 wurde die Brücke über die Seestrasse um 0,6 Meter angehoben. Die Läufe von Düggel- und Wangensbach wurden korrigiert und die Einmündung des Kusenbaches in den See neu gestaltet.
Nach erneuten Hochwasserschäden am 7. Juli 1891 wurde eine umfassende Verbauung des Tobels beschlossen. In Zusammenarbeit mit Kanton und Bund wurden in Sperrentreppen 101 Schwellen eingebaut; heute sind es noch rund 70. Die Schwellen bestanden aus Holz, Stein oder Beton. Die Wahl des Materials richtete sich nach den Ressourcen vor Ort und den Zugangsmöglichkeiten. Die Bauzeit dauerte von 1895 bis 1899, seither sind 70 Prozent des Bachbettes künstlich. Es handelte sich um die erste Flusskorrektur, die mit Bundesgeldern finanziert wurde.
Am  14. Juli 1946 führte ein weiteres Hochwasser zu Überschwemmungen und Überflutungen von Kellern und Gärten, auch der benachbarte Heslibach trat über die Ufer. Nach einer erneuten Dorfbachsanierung blieb Küsnacht seither von grösseren Hochwasserschäden verschont.

## Sage
Die steten Überschwemmungen und Verwüstungen fanden ihren Niederschlag in der Sage «Der Drache vom Küsnachter Tobel». Die Geschichte erzählt von einem Drachen, der immer wieder aus seiner Höhle im Tobel ausbricht und alles verschlingt, was ihm begegnet. Ein Ritter setzt dem Spuk mit Hilfe einer geweihten Kerze, seines Schwerts und Unserer Lieben Frau, die den Drachen mit einer diamantenen Kette an den Felsen band, ein Ende. Im oberen Teil des Tobels liegt das nach der Sage benannte „Drachenloch“; eine Höhle in der Seitenwand des Tobels. So ist auch die katholische Kirche Küsnachts dem heiligen Georg geweiht, dem Drachentöter.